# Stephen Fung
Stephen Fung (chino: 馮德倫, Fung Tak-Lun, nacido el 9 de agosto de 1974) es un actor, director de cine, cantante y escritor hongkonés.

## Biografía
Stephen Fung Tak-Lun nació en Hong Kong, se graduó de la Universidad de Michigan. Stephen hizo su debut como actor en la película Forbidden Nights (1990), interpretando para la versión infantil del principal protagonista masculino. En 1998, Stephen fue elegido por la prensa de Hong Kong nominado como el "Actor Upcoming del Año". En 2004, Stephen escribió, dirigió y protagonizó su propio largometraje como director en la película titulada "Enter the Phoenix", que fue publicada para la empresa recién fundada como JCE Movies, una compañía creada por el reconocido actor Jackie Chan, en la que se convirtió en un éxito de taquilla. Su característica como director y protagonista en la película "House of Fury", marcó su primera colaboración de Stephen con el director de cine de acción Yuen Wo Ping, de la legendaria película (Matrix, Kill Bill), en la que demostró también su éxito. "House of Fury" fue la película de apertura, en la selección oficial del Festival Internacional de Cine de Hong Kong en 2005, en la que fue nominado para el Festival Internacional de Cine de "18TH Tokyo". La más taquillera del cine de Hong Kong en el primer semestre del 2005, además de continuar con su actuación con su carrera, Stephen dirigió "SALTO", escrita y producida por Stephen Chow para la producción "Sony Columbia Pictures Asia". En 2012 Stephen dirigió otras dos primeras películas como "Tai Chi Zero" y "Tai Chi Hero", en "Taichi Trilogy". Estas dos películas tuvieron un bruto combinado de más de 50 millones de dólares en todo el mundo.

## Vida personal
Mantiene un romance con la actriz taiwanesa Shu Qi.

## Filmografía

### Como actor
- Forbidden Nights (1990)
- Summer Snow (1995)
- The Log (1996)
- He Comes from Planet K (1997)
- First Love Unlimited (1997)
- Cheap Killers (1998)
- Bishonen (1998)
- The Poet (1998)
- Metade Fumaca (1999)
- Gorgeous (1999)
- Gen-X Cops (1999)
- The Sunshine Cops (1999)
- Dragon Heat (2000)
- Twelve Nights (2000)
- Un Baiser Volé (2000)
- The Green Hope (TVB serial) (2000)
- Bio-Cops (2000)
- Gen-Y Cops (2000)
- My Schoolmate the Barbarian (2001)
- Healing Hearts (2001)
- La Brassiere (2001)
- Shadow (2001)
- The Avenging Fist (2001)
- 2002 (2001)
- Haunted Office (2002)
- Women from Mars (2002)
- The Irresistible Piggies (2002)
- Devil Face, Angel Heart (2002)
- Magic Kitchen (2004)
- Enter the Phoenix (2004)
- DragonBlade (2005) [voice only]
- House of Fury (2005)
- 49 Days (2006)
- The Heavenly Kings (2006)
- Heavenly Mission (2006)
- All About Women (2008)
- The Fantastic Water Babes (2010)
- Virtual Recall (2010)
- Lost in London (2012)
- Tai Chi 0 (2012)
- Tai Chi Hero (2012)
- Badges of Fury (2013)
- Amazing (2013)

### Como escritor
- Heroes in Love (2001) (My Beloved w/ Nicholas Tse)
- Enter the Phoenix (2004)
- House of Fury (2005)
- Jump (2009)

### Como director
- Heroes in Love (My Beloved w/ Nicholas Tse)
- Enter the Phoenix (2004)
- House of Fury (2005)
- Jump (2009)
- Tai Chi 0 (2012)
- Tai Chi Hero (2012)
- Kickboxer (TBA)

## Discografía

### Como solista
Ai Bu Gou/Love Not Enough (Album) (1999)
TPistas de canciones:
1. 我走走走
2. 愛不夠
3. 愛我2000
4. 愛情肥皂劇
5. 偷看
6. 恨我還想你
7. 門
8. 別來煩我
9. FALL IN LOVE
10. 問號

Gen-X Cops (Soundtrack) (1999)
Track Listing:
1. YOU CAN'T STOP ME(Cantonese)
2. XXXX
3. 非走不可 (Remix)
4. LET ME BLEED
5. CAN'T STOP ME (Mandarin)
6. TERROR FROM SUNRISE (Instrumental)
7. THE GEN-X RAVE (Instrumental)
8. BAPTISM OF FIRE (Instrumental)
9. THE FINAL JUMP (Instrumental)
10. THE ERUPTION (Instrumental)

4 Green Hopes (EP) (2000)
Track Listing:
1. 新鮮人~ Green Hope
2. 新鮮人~ Luv Theme Whisper
3. 新鮮人~ Taylor Mix
4. 新鮮人~ Wah Wah Green Hope Mix

### DRY
| Álbum # | Álbum Information                                                                            |
| ------- | -------------------------------------------------------------------------------------------- |
| 1st     | Dry One - Release Date: 1997 - Label: Universal Music                                        |
| 2nd     | Dry Two - Release Date: 1998 - Label: Universal Music                                        |
| 3rd     | Dry Free - Release Date: 1 de octubre de 1998 - Label: Universal Music                       |
| 4th     | Dry & Friends Music Is Alive - Release Date: 1 de noviembre de 1998 - Label: Universal Music |

### Contribuciones en otros álbumes
| Información                                                                         | Pistas de contribución                      |
| ----------------------------------------------------------------------------------- | ------------------------------------------- |
| The Prophecy (世紀預言) - Artist: Nicholas Tse - Released: 2001 - Label: EEP        | 11. "Without Me" (Music & Lyrics)           |
| Me - Artist: Nicholas Tse - Released: 2002 - Label: EEP                             | 12. "Let Me Die" (Lyrics)                   |
| Love Me Or Not (愛我不愛) - Artist: Kelly Chen - Released: 1998-12 - Label: Go East | 5. "North Pole Snow" (Duet with Kelly Chen) |